# Alwin Komolong
Alwin Garem Komolong (Lae, 2 novembre 1994) è un calciatore papuano, attaccante del Lae City e della Nazionale papuana.

## Biografia
Ha due fratelli minori, entrambi calciatori in squadre papuane, Felix e Kusuga. Felix è un difensore e gioca nella sua stessa squadra, il Lae City. Kusuga è un portiere e milita nell'University Inter.

## Carriera

### Club
Ha giocato nel campionato papuano, neozelandese, americano e tedesco.

### Nazionale
Partecipa alla Coppa delle nazioni oceaniane 2016 con la propria Nazionale, arrendendosi solo alla Nuova Zelanda in finale.